# آثار الاحتباس الحراري على المحيطات

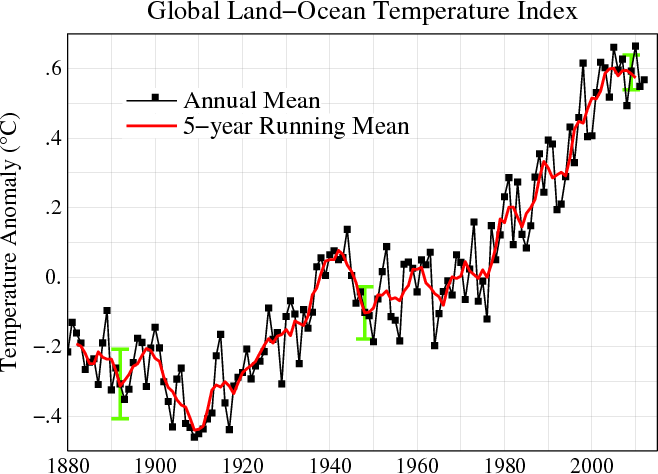

يؤثر الاحتباس الحراري على المحيطات من عدة نواحٍ، إذ يمكن أن تكون له أثار على مستويات سطح البحر، والسواحل، وتحمض المحيطات، وتيارات المحيط، ومياه البحر، ودرجات حرارة سطح البحر، والمد والجزر، وقاع البحر، والطقس، بالإضافة لتحفيز العديد من التغييرات في الكيمياء الحيوية للمحيطات؛ وكل هذه الأمور تؤثر على سير المجتمع.

## مستوى سطح البحر

### السواحل
يؤثر عدد من العوامل على ارتفاع مستوى سطح البحر، بما في ذلك التمدد الحراري لمياه البحر، وذوبان الأنهار الجليدية والصفائح الجليدية على الأرض، وربما التغييرات البشرية لمخزون المياه الجوفية.
أجمعت العديد من الدراسات حول سجلات قياس المد والجزر الساحلية على أنه خلال القرن الماضي ارتفع مستوى سطح البحر في جميع أنحاء العالم بمعدل يتراوح بين 1-2 ملم في السنة، مما يعكس تدفقًا صافيًا للحرارة إلى سطح الأرض والمحيطات. تشير الدراسات المشابهة المستندة إلى قياس ارتفاع القمر الصناعي إلى أن هذا المعدل قد ارتفع إلى نحو 3 ملم في السنة خلال العشرين عامًا الماضية التي كانت مراقبة بشكل كامل. تشير مراجعة حديثة للأدبيات إلى أن 30٪ من ارتفاع مستوى سطح البحر منذ عام 1993 يرجع إلى التمدد الحراري، و55٪ بسبب ذوبان الجليد القاري، وكلاهما ناجم عن ارتفاع درجات الحرارة في العالم. كما تُقدّر دراسة أخرى أن المحتوى الحراري للمحيط في الـ 700 متر العلوي قد زاد بشكل كبير من 1955 إلى 2010. لكن يجب التذكير أنه في هذا السياق يعد استخدام كلمة حرارة «heat» غير مناسب على الإطلاق، حيث لا يمكن تخزين الحرارة في الجسم ولكن يتم تبادلها فقط بين الأجسام. وتعد مراقبة التغيرات في «المحتوى الحراري» للمحيط مهمة لتقديم تقديرات واقعية لكيفية تغير المحيط مع ارتفاع درجة حرارة الأرض. وهناك دراسة أحدث حول الزيادة في مستوى سطح البحر العالمي بسبب ذوبان الصفيحتين الجليديتين الكبيرتين بناءً على قياسات الأقمار الصناعية لتذبذبات الجاذبية، تقترح هذه الدراسة أن ذوبان الصفيحتين وحدهما يسبب ارتفاع مستوى سطح البحر العالمي إلى نحو 1 ملم سنويًا. في دراسة حديثة للنماذج استخدم العلماء نموذجًا لنظام الأرض لدراسة عدة متغيرات للمحيط، كان أحدها «المحتوى الحراري» للمحيطات على مدار عدة مئات من السنين. وقد دمج نموذج النظام الأرضي الغلاف الجوي وعمليات سطح الأرض ومكونات الأرض الأخرى لجعله أكثر واقعية ومشابهًا للرصد. أظهرت نتائج محاكاة هذا النموذج أن «المحتوى الحراري» للمحيط في الجزء العلوي البالغ 500 متر في ازدياد منذ العام 1500.
تتبع العلاقة بين ارتفاع مستوى سطح البحر وبين التمدد الحراري للمحيطات قانون شارل «المعروف أيضًا باسم قانون الأحجام»، والذي ينص ببساطة على أن حجم كتلة معينة يتناسب مع درجة حرارتها. تُراقب هذه الزيادة في مستوى سطح البحر من قبل علماء المحيطات باستخدام سلسلة من أدوات تحديد درجة الحرارة التي تُجمع بعد ذلك في مراكز البيانات الوطنية مثل المركز الوطني لبيانات المحيطات في الولايات المتحدة. يقدر تقرير التقييم الخامس للجنة الدولية للتغيرات المناخية «أي بّي سي سي» أن طبقات المحيط العليا «من السطح إلى عمق 750 مترًا» قد ارتفعت درجة حرارتها من 0.09 إلى 0.13 درجة مئوية كل عقد على مدار الأربعين عامًا الماضية. تشمل العمليات الأخرى المهمة في التأثير على مستوى سطح البحر العالمي التغييرات في تخزين المياه الجوفية بما في ذلك السدود والخزانات.
يلعب الاحتباس الحراري أيضًا دورًا في ذوبان الأنهار والصفائح الجليدية. حيث تذيب درجات الحرارة العالمية العالية الأنهار الجليدية مثل تلك الموجودة في غرينلاند، والتي تصب في المحيطات مما يزيد من كمية مياه البحر. يشكل الارتفاع الكبير في مستويات سطح البحر العالمية العديد من التهديدات. وفقًا لوكالة حماية البيئة الأمريكية «إي بّي إيه»: «من شأن هذا الارتفاع أن يغمر المناطق الرطبة الساحلية والأراضي المنخفضة، ويؤدي إلى تعرية الشواطئ، ويزيد من خطر الفيضانات، ويزيد ملوحة مصبات الأنهار ومستودعات المياه الجوفية والمناطق الرطبة».
تباين الارتفاع العالمي في مستوى سطح البحر، هي تقلب قوي إقليمي وعشري (كل عشرة أعوام) قد يتسبب في انخفاض مستوى سطح البحر على طول ساحل معين مع مرور الوقت (على سبيل المثال على طول الساحل الشرقي الكندي)، أو الارتفاع بشكل أسرع من المتوسط العالمي. تشمل المناطق التي أظهرت ارتفاعًا سريعًا في مستوى سطح البحر خلال العقدين الماضيين منطقة المحيط الهادئ الاستوائية الغربية والساحل الشمالي الشرقي للولايات المتحدة. هذه الاختلافات الإقليمية في مستوى سطح البحر هي نتيجة للعديد من العوامل، مثل معدلات الترسيب المحلية، ومورفولوجيا الأرض، والارتداد بعد الجليدي والتعرية الساحلية. ويمكن أن تؤثر الأعاصير الكبرى، مثل إعصار ساندي في شرق المحيط الأطلسي، على خط الساحل كما تؤثر على ارتفاع مستوى سطح البحر.
المناطق الساحلية هي الأكثر تضررًا من ارتفاع منسوب مياه البحر. وتمتد هذه الزيادة في مستوى سطح البحر على طول سواحل القارات، وخاصة سواحل أمريكا الشمالية التي تعد الزيادة فيها أكثر بكثير من المتوسط العالمي. وفقًا لتقديرات عام 2007 من اللجنة الدولية للتغيرات المناخية «أي بّي سي سي»، «سوف يرتفع متوسط مستوى سطح البحر في العالم بين 0.6 و2 قدم (0.18 إلى 0.59 متر) في القرن القادم. على طول سواحل الولايات المتحدة في منتصف المحيط الأطلسي وسواحل الخليج، وقد ارتفع مستوى سطح البحر في القرن الماضي بما يتراوح بين 5 و6 بوصات عن المتوسط العالمي. ويرجع ذلك إلى انحسار الأراضي الساحلية. كما ارتفع مستوى سطح البحر على طول ساحل المحيط الهادي للولايات المتحدة أكثر من المتوسط العالمي ولكن أقل من ساحل المحيط الأطلسي. يمكن تفسير ذلك من خلال الهوامش القارية (الحواف) المختلفة على طول السواحل؛ حيث يتصف الهامش القاري في المحيط الأطلسي بجرف قاري عريض منحدر بلطف، بينما يتكون الهامش القاري في المحيط الهادئ من جرف ضيق ينحدر إلى خندق عميق. ونظرًا لكون المناطق الساحلية قليلة الميل تتراجع بشكل أسرع من المناطق ذات الميل الكبير، فإن ساحل المحيط الأطلسي أكثر عرضة لارتفاع مستوى سطح البحر من ساحل المحيط الهادئ.

### المجتمع
يحمل ارتفاع مستوى سطح البحر على طول المناطق الساحلية آثارًا على مجموعة واسعة من الموائل والسكان. أولاً، سيكون لارتفاع مستوى سطح البحر تأثير خطير على الشواطئ وهي المكان الذي يحب البشر زيارته للترفيه وموقع رئيسي للعقارات. كما تُعد الشواطئ مكانًا مثاليًا للعيش بسبب المناخ المعتدل والمناظر طبيعية، لكن الممتلكات الموجودة على الشاطئ معرضة لخطر تآكل الأراضي وارتفاع مستويات البحر. منذ أن أصبح التهديد الذي يمثله ارتفاع منسوب مياه البحر أكثر بروزًا، اتخذ أصحاب العقارات والحكومة المحلية تدابيرًا للتحضير للأسوأ. على سبيل المثال، «وضعت ولاية مين سياسة تعلن أن المباني الساحلية يجب أن تُنقل لتمكين الشواطئ والمناطق الرطبة من الهجرة الداخلية إلى أراضٍ أكثر ارتفاعًا». بالإضافة إلى ذلك، تضيف العديد من الدول الساحلية الرمال إلى شواطئها لتعويض التعرية التي تصيب الشاطئ، كما رفع العديد من مالكي العقارات أبنيتهم في المناطق المنخفضة. نتيجة لتآكل وتدمير الممتلكات بسبب العواصف الكبيرة على المناطق الساحلية، نظرت الحكومات في شراء الأراضي وجعل السكان ينتقلون إلى أماكن أخرى داخل البلاد. تمتص البحار الآن الكثير من ثاني أكسيد الكربون الناتج عن الإنسان، مما يؤثر على تغير درجة الحرارة. تخزن المحيطات 93% من تلك الطاقة، مما يساعد على إبقاء الكوكب صالحًا للعيش من خلال تعديل درجات الحرارة.
أما الموائل الساحلية المهمة الأخرى التي يهددها ارتفاع مستوى سطح البحر فهي المناطق الرطبة «التي تتموضع على طول المصبات والمناطق الساحلية الأخرى المحمية من المحيطات المفتوحة وتشمل المستنقعات والمسطحات المدية والمستنقعات الساحلية والبايو (المنخفضات المائية)». هذه المناطق الربطة عرضة لارتفاع مستوى سطح البحر بشكل كبير، لأنها تقع ضمن عدة أقدام من مستوى سطح البحر. إن التهديد الذي تشكله المناطق الرطبة تهديد جدي نظرًا لكونها أنظمة بيئية عالية الإنتاجية، ولها تأثير هائل على اقتصاد المناطق المحيطة. تختفي المناطق الرطبة في الولايات المتحدة بسرعة بسبب زيادة الإسكان والصناعة والزراعة، كما أن ارتفاع مستوى سطح البحر يساهم في هذا الاتجاه الخطير. نتيجة لارتفاع مستوى سطح البحر تميل الحدود الخارجية للمناطق الرطبة إلى التآكل، بحيث تتشكل أراضٍ رطبة جديدة أكثر داخليةً. وفقًا لوكالة حماية البيئة، «يمكن أن تكون مساحة المناطق الرطبة التي تنشأ حديثًا أقل بكثير من مساحة المناطق الرطبة المفقودة، خاصة في المناطق المتقدمة المحمية بحواجز، وخنادق، وغيرها من الهياكل التي تمنع الأراضي الرطبة الجديدة من التكون في الداخل». عند تقدير ارتفاع مستوى سطح البحر خلال القرن القادم بـ 50 سم (20 بوصة)، سوف تخسر الولايات المتحدة نحو 38٪ إلى 61٪ من أراضيها الرطبة الساحلية الحالية.
سيكون لارتفاع مستوى سطح البحر تأثير سلبي ليس فقط على الممتلكات الساحلية والاقتصاد ولكن أيضًا على إمداداتنا من المياه العذبة. وفقًا لوكالة حماية البيئة، «يؤدي ارتفاع مستوى سطح البحر إلى زيادة ملوحة كل من المياه السطحية والمياه الجوفية من خلال تسرب المياه المالحة». بالتالي فإن مصبات الأنهار الساحلية وخزانات المياه الجوفية معرضة لخطر كبير لأن تصبح مالحة للغاية بسبب ارتفاع منسوب مياه البحر. فيما يتعلق بمصبات الأنهار فإن زيادة الملوحة تهدد الحيوانات والنباتات المائية التي لا تستطيع تحمل مستويات عالية من الملوحة. غالبًا ما تعمل طبقات المياه الجوفية كمصدر رئيسي للمياه في المناطق المحيطة بها، مثل المياه الجوفية في بيسكاين في فلوريدا، والتي تتلقى المياه العذبة من إيفرجلادز ثم تقوم بتزويد المياه إلى فلوريدا كيز. سيؤدي ارتفاع منسوب البحر إلى غمر المناطق المنخفضة في إيفرجلادز، وستزداد الملوحة بشكل كبير في أجزاء من طبقة المياه الجوفية. ومن شأن الارتفاع الكبير في مستوى سطح البحر وتناقص كميات المياه العذبة على طول سواحل المحيط الأطلسي والخليج أن يجعل هذه المناطق غير صالحة للسكن. يتوقع العديد من الاقتصاديين أن الاحتباس الحراري سيكون أحد التهديدات الاقتصادية الرئيسية للساحل الغربي، وتحديداً في كاليفورنيا. «المناطق الساحلية المنخفضة، مثل ساحل الخليج، معرضة بشكل خاص لارتفاع مستوى سطح البحر والعواصف القوية، وتنعكس تلك المخاطر في ارتفاع معدلات التأمين والأقساط. في فلوريدا، على سبيل المثال، ازداد متوسط سعر بوليصة تأمين المنازل بنسبة 77% بين عامي 2001 و2006».

## تيارات المحيط
تنتج التيارات المحيطية على الكوكب بسبب تفاوت درجات الحرارة المرتبطة بخطوط العرض المتغيرة. مع ازدياد درجات الحرارة بالاقتراب من خط الاستواء، يسخن الهواء الدافئ على سطح الكوكب، ما يسبب صعوده للأعلى ليحل محله الهواء البارد، مشكلًا ما يعرف بـ«خلايا دوران الغلاف الجوي». ذلك ما يشكل في النهاية برودة الهواء عند القطبين أكثر مما هو عليه عند خط الاستواء.
تدفع أنماط الرياح المرتبطة بخلايا الدوران تلك بتيارات سطحية تدفع بدورها مياه السطح إلى خطوط العرض العليا حيث الهواء أكثر برودة. ذلك ما يجعل المياه باردةً بما يكفي لإذابة المزيد من الغازات والمعادن، ما يجعلها أكثر كثافة بالمقارنة مع مياه خطوط العرض الدنيا، ويسبب غوصها إلى أعماق المحيط، لتشكل ما يُطلَق عليه المياه العميقة لشمال المحيط الأطلسي في الشمال والمياه العميقة للقطب الجنوبي في الجنوب. مع غرق التيارات وتقلبها الحاصل عند خطوط العرض الدنيا، فضًلا عن قوة دفع الرياح لسطح المياه، تعمل التيارات المحيطة على تدوير المياه في جميع أنحاء البحر. تتغير المعادلة مع إضافة عامل الاحتباس الحراري إليها، خصوصًا في المناطق التي تتشكل فيها المياه العميقة. إذ إن مع ازدياد حرارة المحيطات وما ينجم عنها من ذوبان الأنهار المتجمدة والغطاء القطبي الجليدي، يتحرر المزيد من المياه العذبة في مناطق خطوط العرض العليا حيث تتشكل المياه العميقة. تُخفف المياه الإضافية الملقاة في المحلول الكيميائي من محتوى المياه القادمة من خطوط العرض الدنيا، ما يخفّض من كثافة المياه السطحية. نتيجة لذلك، تغرق المياه ببطء أكثر مما هي عليه عادة.
تجدر الإشارة إلى أن التيارات المحيطية توفّر المُغذيّات الضرورية لتدعيم الحياة في مناطق خطوط العرض الدنيا. وإذا ما تباطأت تلك التيارات، فإنها ستجلب معها كمية أقل من المغذيات اللازمة للحفاظ على الحياة ضمن المحيط، مسببة انهيار السلسلة الغذائية وإلحاق ضرر لا يُعوّض بالنظام البيئي البحري. تعني التيارات الأبطأ تثبيتًا أقلّ للكربون. طبيعيًا، يعد المحيط المخزن الأكبر للكربون في الكوكب. وعندما تصبح المياه مشبعة بالكربون، لن يكون هناك طريقة للتخلص منه، إذ لن تجلب التيارات ما يكفي من المياه العذبة لمعالجة الفائض. يؤدي ذلك إلى زيادة الكربون في الغلاف الجوي؛ ما يزيد من تأثير الاحتباس الحراري.

## تحمّض المحيطات
من الآثار الأخرى الناتجة عن الاحتباس الحراري على دورة الكربون هو تحمّض المحيطات. يعمل كلٌّ من المحيط والغلاف الجوي باستمرار على الحفاظ على حالة من التوازن، لذا فإن زيادة الكربون في الغلاف الجوي ستؤدي بطبيعة الحال إلى زيادة في الكربون في المحيطات. عند ذوبان ثاني أكسيد الكربون في الماء، فإنه يشكّل الهيدروجين وأيونات البيكربونات، التي تتفكك إلى الهيدروجين وأيونات الكربونات. تزيد كل هذه الأيونات الإضافية من درجة حموضة المحيط وتصعّب على العوالق مهمّة البقاء على قيد الحياة، إذ إنها تعتمد على كربونات الكالسيوم في تشكيل صدفتها. سيؤدي النقصان في قاعدة السلسلة الغذائية إلى تدمير النظام البيئي الذي تنتمي إليه. مع وجود عدد أقل من العوالق التي تقوم بعملية التركيب الضوئي على سطح المحيط، ستتحول كمية أقل من ثنائي أكسيد الكربون إلى أكسجين، ما يطلق المزيد من الغازات الدفيئة في الغلاف الجوي.
يجري اتخاذ خطوات لمكافحة الآثار المدمرة المحتملة لتحمض المحيطات، ويجتمع العلماء سويًا حول العالم لمعالجة المشكلة المعروفة باسم «التوأم الشرير للاحتباس الحراري».
بين عامي 1750 و2000، انخفضت درجة حموضة سطح المحيط بمقدار 0.1، من نحو 8.2 إلى 8.1. من المرجح بأن درجة حموضة سطح المحيط لم تصل إلى أقل من 8.1 في المليوني سنة التي مضت. تشير المعطيات إلى احتمالية انخفاض درجة حموضة المحيط بنحو من 0.3 إلى 0.4 وحدات بحلول عام 2100. يمكن لتحمّض المحيطات أن يشكّل خطرًا على الشعب المرجانية ومصايد الأسماك والأنواع المحمية، إضافةً إلى موارد طبيعية أخرى ذات أهمية للمجتمع.